# BILL
Die RBS 56 BILL ist eine schultergestützte Panzerabwehrlenkwaffe des schwedischen Herstellers Bofors (heute Saab Dynamics), die Bezeichnung BILL ist ein Akronym für „Bofors Infantry Light and Lethal“.

## Entwicklung
Das Waffensystem BILL wurde von Bofors als Nachfolgemodell für die BANTAM entwickelt. Ein Produktionsauftrag für die schwedischen Streitkräfte erfolgte 1985. Die ersten Systeme wurden 1988 an Schweden ausgeliefert, wo sie als Robotsystem 56 (RBS 56) bezeichnet werden. Die verbesserte Version BILL-2 wurde 1999 vorgestellt.

## Technik
Das System besteht aus einem glasfaserverstärkten Plastikrohr mit der Lenkwaffe sowie einer Steuer- und Visiereinheit, die am Rohr befestigt wird. Ein Wärmebildgerät kann oben auf die Lenkeinheit aufgesetzt werden, wobei das Bild in das Okular eingeblendet wird.
Die Waffe wird auf das Ziel gerichtet und die Rakete abgefeuert. Beim Start befördert eine kleine Ausstoßladung die Lenkwaffe mit 72 m/s aus dem Startrohr. Unmittelbar nach dem Verlassen des Rohres entfalten sich die Flügel und der Raketenmotor zündet. Dieser hat eine Brenndauer von 2 Sekunden und beschleunigt die Lenkwaffe auf 250 m/s. Die Lenkwaffe fliegt 75 cm über der Zielachse und detoniert nach ihrer Auslösung durch einen Laser-Annäherungszünder über dem Ziel. Die Lenkwaffenflugzeit auf die maximale Einsatzdistanz von 2000 m beträgt 11–12 Sekunden. Die Projektilbildende Ladung ist im Winkel von 30° nach unten geneigt in den Flugkörperrumpf eingebaut, womit das Ziel von oben bekämpft wird. Bei diesem Angriffsprofil muss die projektilbildende Ladung nur die dünne Dachpanzerung eines Kampfpanzers durchschlagen. Auch lassen sich so Ziele bekämpfen, die sich in Deckung befinden.
Die verbesserte Version BILL-2 ist mit zwei Hohlladungs-Gefechtsköpfen der Schweizer Firma RUAG zur Bekämpfung von Kampfpanzern mit Reaktivpanzerung ausgerüstet. BILL-2 hat eine maximale Einsatzdistanz von 2200 m.

## Nutzer
- Brasilien
- Estland
- Lettland
- Litauen
- Österreich
- Saudi-Arabien
- Schweden

Quelle aus